# Ходжаабадський район

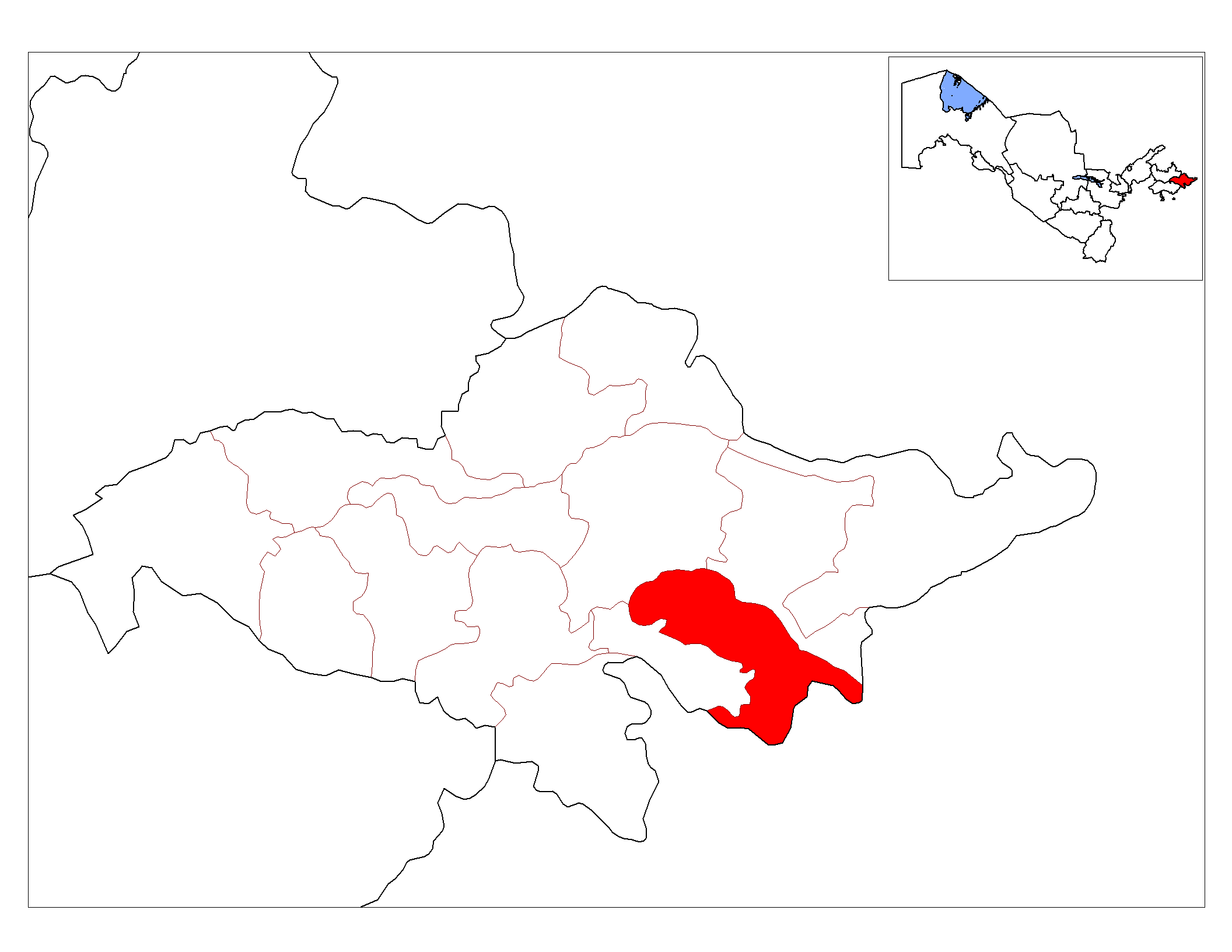
Розташування району на карті області

Ходжааба́дський район (узб. Хўжаобод тумани, Xo’jaobod tumani) — один з 14 районів (туманів) Андижанської області Узбекистану. Розташований в південно-східній її частині.
Був утворений 29 вересня 1926 року. У 1973 році відокремлено Джалакудуцький район, в 1992 році — Булакбашинський район.
Площа району становить 230 км².
Населення становить 86,6 тис. осіб. Більшу частину складають узбеки. Проживають також таджики, росіяни, татари, киргизи, уйгури, турки, азербайджанці, корейці та інші народи. Щільність населення становить 378 чол./км².
Район складається з 1 міста (шахарі) — Ходжаабад та 4 сільських рад (кішлак-фукаролар-їгині) — Бірлашган, Манак, Алтин-Вадій, Ходжаабад.
Адміністративний центр — місто Ходжаабад.

## Природа
На півдні знаходяться гори Чилустун та Кірташтаг, що входять до Алайського хребта. Найвища точка — 1 457 м. На північному заході — адири. Інша частина — низовина.
Корисні копалини — нафта, природний газ, вапняк, щебінь, граніт.
Клімат різко континентальний. Пересічні температури липня +26,7 °C, січня 3,5 °C. Мінімальна температура −26 °C, максимальна +45 °C. За рік випадає в середньому 300—350 мм опадів.
Територією району проходять канали — Шахрихансай, Акбурасай та Південний Ферганський канал. Є 5 насосних станцій.
Ґрунти в адирній частині світлі та типові сіроземи.
На цілинних ділянках зростають осока, мятлик цибульчастий, полин ферганська, полин червона, в'юнок, очерет та інші рослини. Серед диких тварин поширені заєць, лисиця, дика кішка, борсук, вовк, їжатець, тушканчики, кріт, щури, птахи (кеклик, перепілка, зозуля, шпак, шпак індійський, вивільга, жайворонок, плиска, голуб, синиця, качки, галка, сиворакша, одуд, дятел, сорокопуд, беркут, балабан, лунь та інші), ящірки, змії. У водоймах водиться сом, короп, маринка, короп тощо.